# Ronald Fuentes
Ronald Hugo Fuentes Núñez (Santiago del Cile, 22 giugno 1969) è un allenatore di calcio, dirigente sportivo ed ex calciatore cileno, di ruolo difensore, tecnico del Santiago Wanderers.

## Palmarès

### Giocatore

#### Competizioni nazionali
- Campionato cileno: 4

Universidad de Chile: 1994, 1995, 1999, 2000
- Copa Chile: 2

Universidad de Chile: 1998, 2000

### Allenatore

#### Competizioni nazionali
- Copa Chile: 1

Universidad de Concepción: 2015